# Castello di Acquafredda
Das Castello di Acquafredda (Die Burg am kalten Wasser) liegt in der Gemeinde Siliqua in der Metropolitanstadt Cagliari und erhebt sich auf einem Berg über dem Tal des Flusses Cixerri auf der italienischen Insel Sardinien. Die Burganlage ist in der Landschaft aus der Ferne sichtbar. Das Castello di Acquafredda gehört zu den größten Burgruinen Sardiniens.
1215 wurde in einer päpstlichen Urkunde die Burg erstmals erwähnt. Der spätere Eigentümer der Burg, Graf Ugolino della Gherardesca, ließ sie um 1257 zur Festung ausbauen. Nach dem Tod des Grafen Ugolino ging die Burg an den Stadtstaat Pisa und 1324 nach dem Ende der Pisaner Herrschaft auf Sardinien an die Krone Aragon. Um 1410 wurde die Burg von jedoch von Aragon aufgegeben. Später war sie im Besitz von verschiedenen sardischen Feudalherren, bis sie um 1785 an den König von Sardinien Viktor Amadeus III. von Savoyen verkauft wurde. Im 19. Jahrhundert wurde die Burg aufgegeben und blieb unbewohnt beziehungsweise ungenutzt und verfiel dadurch zunehmend, so dass heute nur noch Reste als Ruine erhalten sind.
Bei Ausgrabungen im Hof der Burgruine 2005 wurden Skelette von drei Menschen aus dem Mittelalter gefunden, die zum Zeitpunkt ihres Todes zwischen 35 und 45 Jahre alt waren.

## Trivia
Eine Inventarliste des Kastells der Aragoneser von 1355 erwähnt zum ersten Mal „una cassa sardesca gran ab passadors“ eine „sardische Kastentruhe“ die noch heute von sardischen Tischlern hergestellt wird.

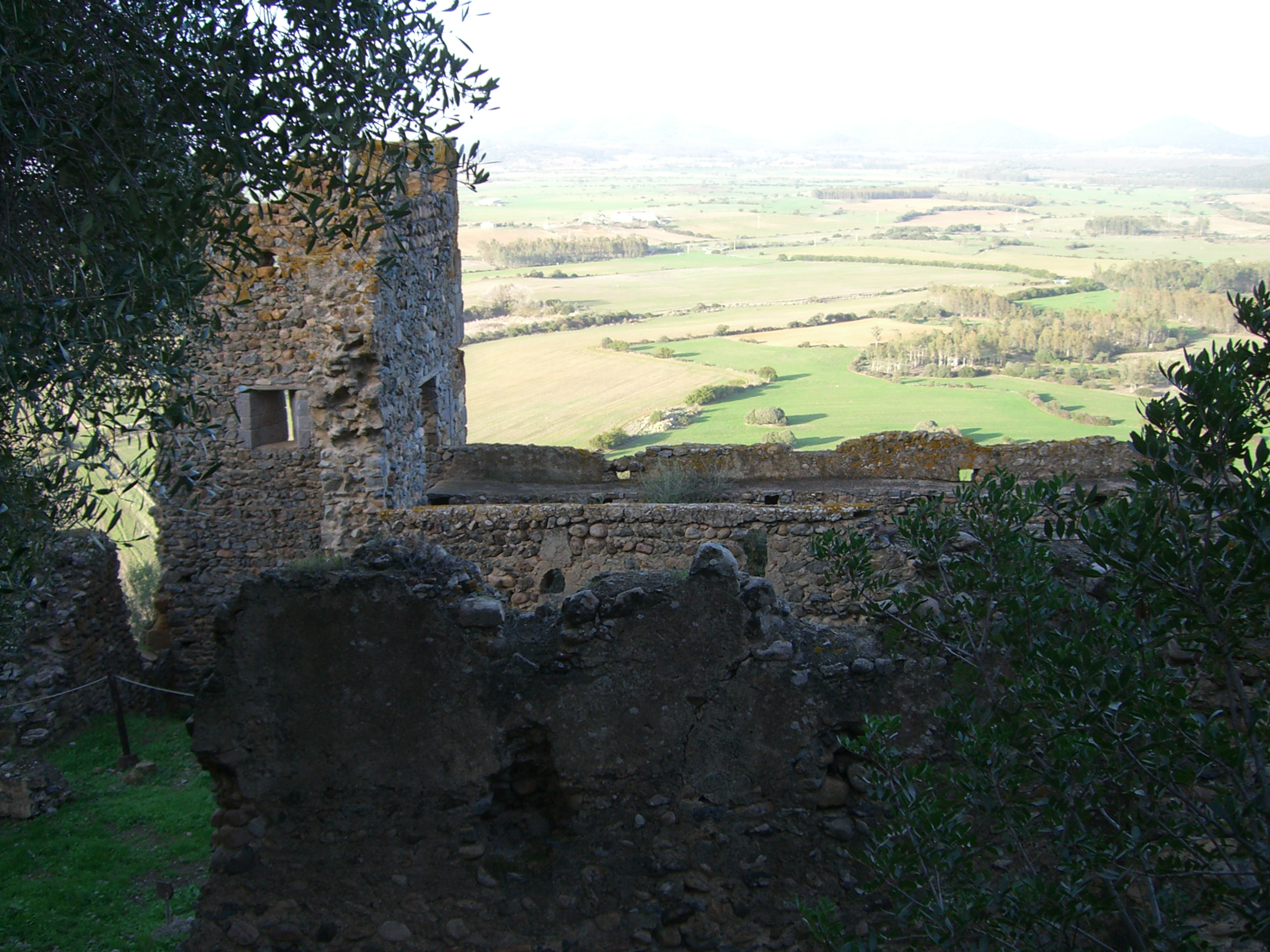
Mauern und ein Turm der Ruine des Castello di Acquafredda
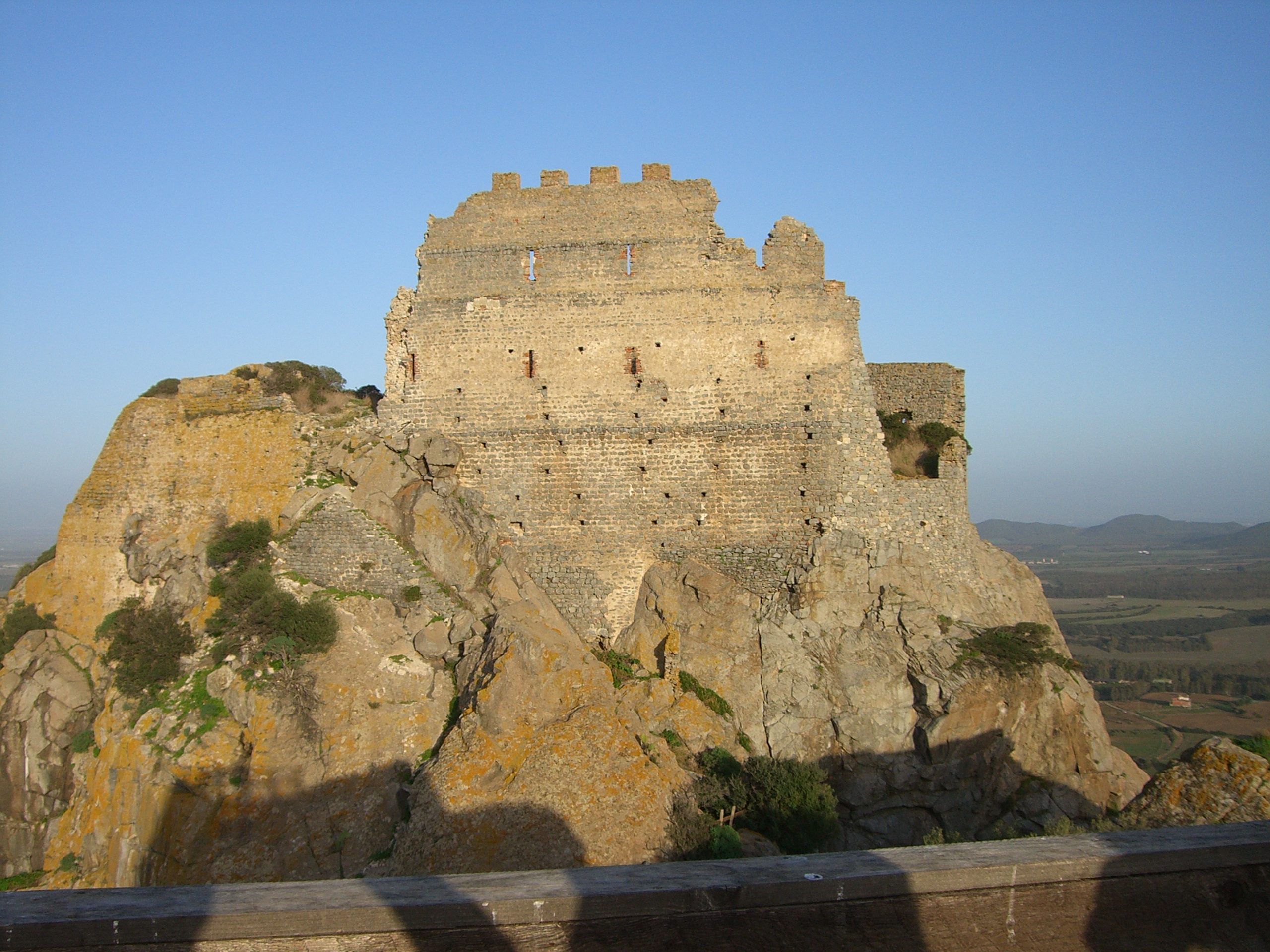
Ruine des Castello di Acquafredda
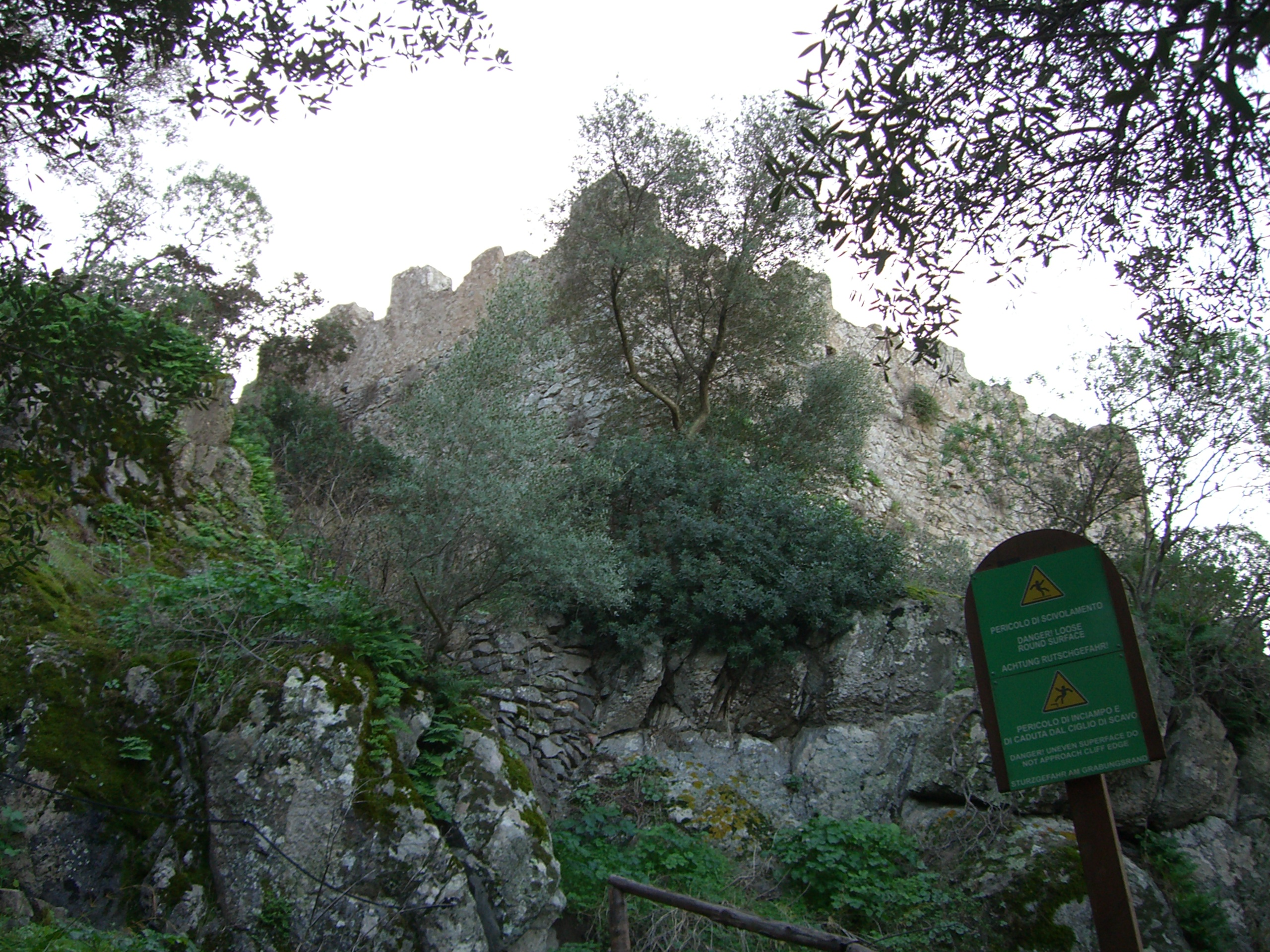
Zinnen der Burgruine
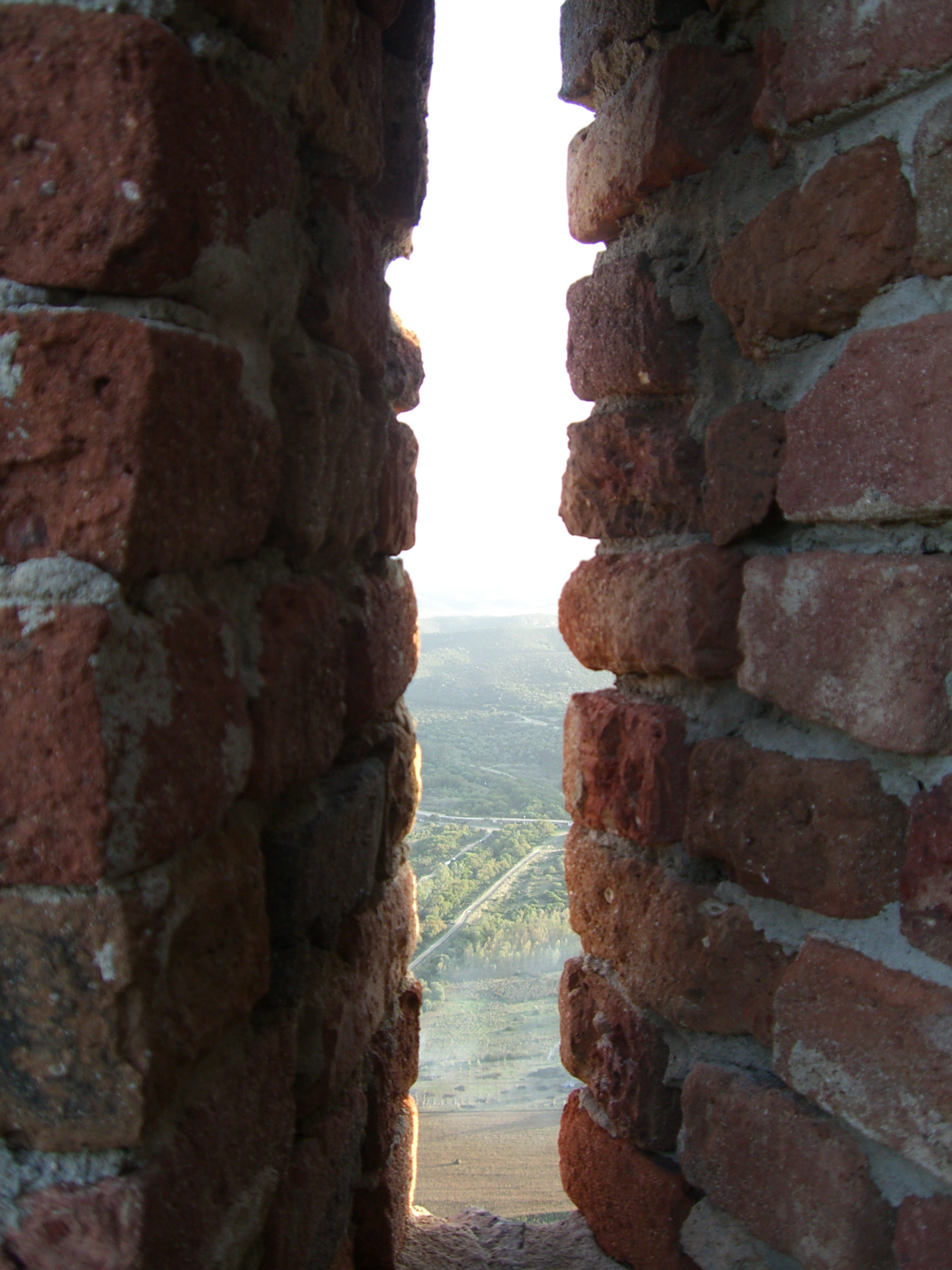
Schießscharte der Burgruine